# Siatkówka na siedząco na Letnich Igrzyskach Paraolimpijskich 2004
Siatkówka na siedząco na Letnich Igrzyskach Paraolimpijskich 2004 w Atenach rozgrywana była między 21 – 27 września, na obiektach Hellinikon Olympic Complex. Do igrzysk zakwalifikowało się 8 drużyn – w turnieju mężczyzn, i 6 – w turnieju kobiet.

## Medaliści
| Konkurencja                  | Złoto | Srebro | Brąz |
| Turniej mężczyzn (szczegóły) | Bośnia i Hercegowina · Dževad Hamzić · Nedžad Salkić · Safet Alibašić · Sabahudin Delalić · Ermin Jusufović · Zikret Mahmić · Fikret Čaušević · Asim Medić · Esad Durmišević · Ejub Mehmedović · Adnan Manko · Ismet Godinjak | Iran · Ramzan Salehi Hajikolaei · Isa Zirahi · Seyed Saeid Ebrahimi Baladezaei · Jalil Eimeri · Naser Hassan Pour Alinazari · Ali Golkar Azghandi · Mahdi Hamid Zadeh · Davood Alipourian · Sadegh Beigdeli · Mohammad Reza Rahimi | Egipt · Hossam Massoud · Yassir Ibrahim · Abdel Naby Abdel Latif · Rezk El Helbawi · Mohamed Abou Elyazid · Salah Hassanein · Mohamed Emara · Taher El Bahaey · Ashraf Abdalla · Abd Elaal Abd Elaal · Tamer Awad · Hesham El Shwikh |
| Turniej kobiet (szczegóły)   | Chiny · Chen Yuping · Sheng Yuhong · Yang Yanling · Xue Jun · Zhang Xufei · Li Liping · Zhao Jinqiu · Zheng Xiongying · Zhong Haihong · Gong Bin · Tan Yanhua · Lu Hongqin                                                    | Holandia · Paula List · Jolanda Slenter · Petra Westerhof · Marijke Roest · Alberta Ten Thije · Karin Harmsen · Aletta Adema Salagter · Els Verwer · Maria Poiesz · Djoke van Marum · Anneke den Haan · Monique Bons               | Stany Zjednoczone · Allison Ahlfeldt · Gina McWilliams · Allison Aldrich · Bonnie Brawner · Kendra Lancastier · Deborah Vosler · Hope Lewellen · Lora Webster · Lori Daniels · Brenda Maymon · Penny Ricker · Erica Moyers           |

### Tabela medalowa
| Miejsce | Państwo              | Złoto | Srebro | Brąz | Razem |
| ------- | -------------------- | ----- | ------ | ---- | ----- |
| 1       | Bośnia i Hercegowina | 1     | 0      | 0    | 1     |
| 1       | Chiny                | 1     | 0      | 0    | 1     |
| 3       | Iran                 | 0     | 1      | 0    | 1     |
| 3       | Holandia             | 0     | 1      | 0    | 1     |
| 5       | Egipt                | 0     | 0      | 1    | 1     |
| 5       | Stany Zjednoczone    | 0     | 0      | 1    | 1     |
|         | Razem                | 2     | 2      | 2    | 6     |